# 山麻杆生小煤炱
山麻杆生小煤炱（学名：Meliola alchorneicola）是属于小煤炱目小煤炱科小煤炱属的一种真菌，寄生在山麻杆属植物上。该种分布于中国、印度尼西亚。